# Краль, Янко
Янко Краль (словац. Janko Kráľ; 24 апреля 1822, Липтовски-Микулаш, Королевство Венгрия — 23 мая 1876[…], Злате Моравце, Нитранский край) — словацкий поэт и деятель национально-освободительного движения, представитель романтизма.

## Биография
Не сохранилось дневников поэта, почти нет писем, воспоминания современников отрывочны и недостоверны.
Янко Краль родился в семье трактирщика, в словацкой области Спиш. С 1837 года учился в лицее города Левоча, затем — города Кежмарок. В 1842 году поступил в евангелическую семинарию в Братиславе (Пресбурге), где познакомился и подружился с общественным деятелем и патриотом Людовитом Штуром. С этого знакомства начался творческий путь Янко Краля (1842—1844), прошедший под влиянием идей и эстетики Л. Штура. Некоторое время Краль жил в Пеште, работал писарем в конторе адвоката Александра Болеславина-Врховского. 
Вместе с группой словаков, объединившихся вокруг Штура с целью демонстрации национальной принадлежности в условиях мадьяризации общества, участвовал в первом походе на гору Кривань в августе 1844 года. 1845—1847 годы Краль провёл в путешествиях по Словакии, Хорватии, Сербии и, возможно, Европейской Турции.
Получил юридическое образование в Братиславе, работал адвокатом в Пеште.
События, предшествовавшие революции 1848—1849 годов, способствовали политической активности Янко Краля. В марте 1848 года он предпринял неудачную попытку поднять восстание словацких крестьян. Был схвачен властями Австрийской империи и приговорён к повешению. В 1849 году, благодаря заступничеству хорватского бана Йосипа Елачича и генерала Альфреда Виндишгреца, был помилован после 10 месяцев тюремного заключения. Переселился в Моравию, отказался от всякой общественной деятельности и умер от брюшного тифа в 1876 году всеми забытый. Символическая могила находится на Народном кладбище в городе Мартине.
В городе Липтовски-Микулаш расположен музей Янка Краля.

## Творчество

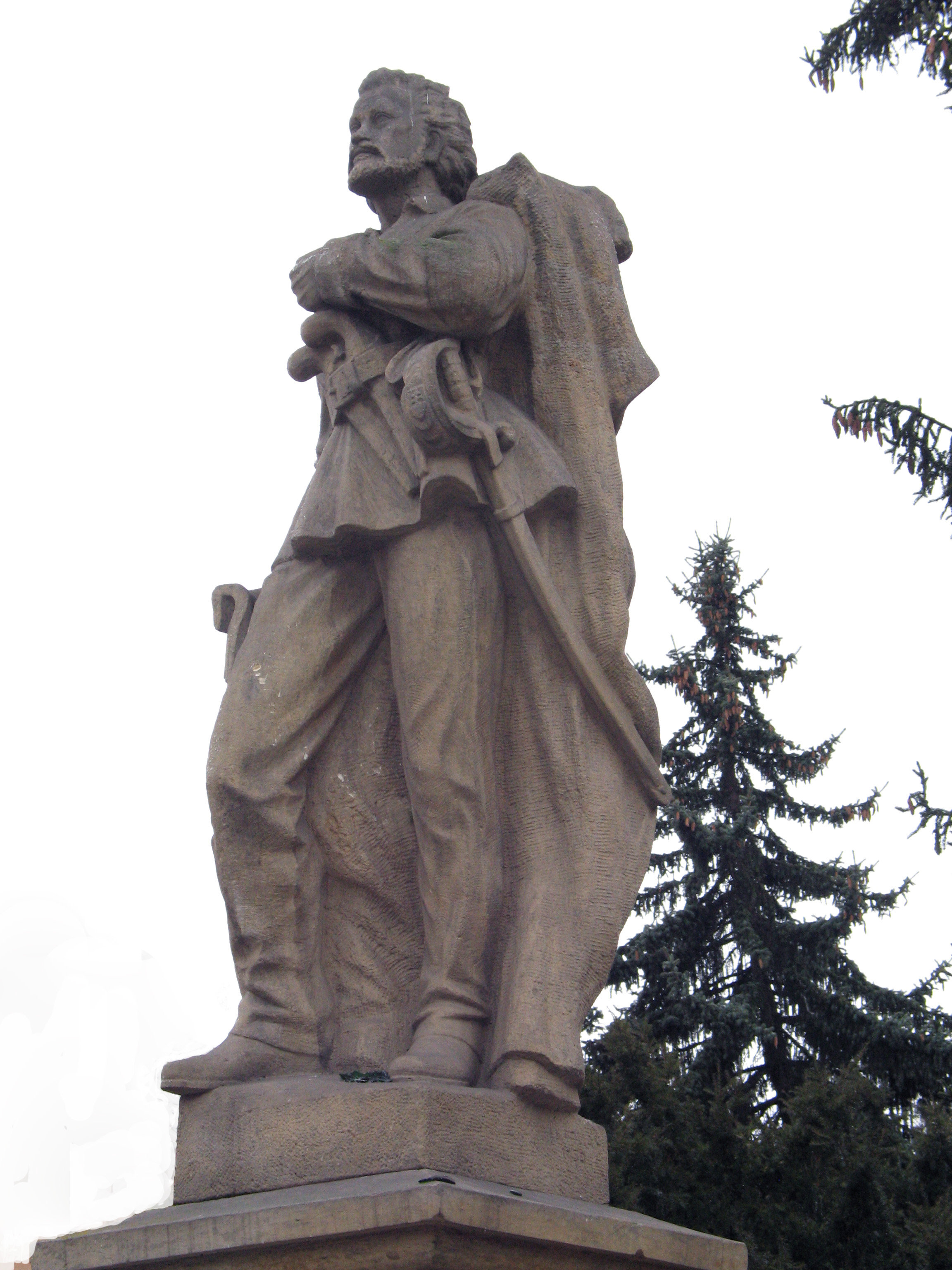
Памятник Янко Кралю в г. Липтовски-Микулаш

Поэзия Я. Краля воспринималась его современниками весьма противоречиво. Честный и трудолюбивый в быту, он имел вспыльчивый характер, был дерзким и циничным. Считается одним из самых радикальных представителей нового варианта литературного словацкого языка, названного впоследствии «штуровщиной».
В произведениях 1845—1849 годов критика феодализма связывается у него с идеями революции угнетённых масс. Среди произведений этого периода — эпический цикл о словацком национальном герое Яношике (1843—1844), философско-лирический цикл «Драма мира» (в её основу положена библейская легенда о борьбе Бога с Сатаной, 1844—1845), поэма «Сын степи» (1846—1847) и др. Если для других словацких деятелей того времяени (например, Штура) характерны царскофильские настроения, то Краль восхищается декабристами, польскими повстанцами. «Драму мира» можно толкавать как разочарование в революции.
Идейное богатство и образно-метафорический экспрессивный стиль поэзии Краля привлекали внимание многих словацких поэтов XX в. Жизнь Краля изображена в поэме словацкого поэта Яна Роба Поничана «Странный Янко» (1941).

## Избранные произведения
- Zverbovaný
- Zabitý
- Zakliata panna vo Váhu a divný Janko
- Moja pieseň
- Pieseň bez mena
- Orol
- Piesne
- Potecha
- Pán v trní
- Pieseň
- Duma bratislavská
- Kríž a čiapka
- Choč
- Krajinská pieseň
- Slovo
- Duma slovenská
- Krakoviaky dobrovoľníkove

## Издания на русском языке
- Моя песня. М., 1957
- Стихотворения. Братислава, 1972